# Pierre Grenier
Pour les articles homonymes, voir Pierre Grenier (homonymie) et Grenier (homonymie).
Pierre Grenier, né le 11 juin 1837 à Trois-Rivières et mort le 23 décembre 1903 à Saint-Maurice, est un médecin et un homme politique québécois.

## Biographie
Grenier est élu député de Champlain sous la bannière conservatrice en 1890. Il est réélu en 1892 et 1897 et ne s'est pas représenté en 1900.